# بطولة ستوكهولم المفتوحة للتنس 1969
بطولة ستوكهولم المفتوحة للتنس 1969 هو الموسم 1 من  بطولة ستوكهولم المفتوحة للتنس. فاز فيه نيكولا بيليتش.